# Eotetranychus pentziae
Eotetranychus pentziae är en spindeldjursart som beskrevs av Meyer 1974. Eotetranychus pentziae ingår i släktet Eotetranychus och familjen Tetranychidae. Inga underarter finns listade i Catalogue of Life.